# Sudiți (Gherăseni), Buzău
Sudiți este un sat în comuna Gherăseni din județul Buzău, Muntenia, România.
Satul a apărut în secolul al XIX-lea, fiind fondat de imigranți din Transilvania, scutiți de taxe pe teritoriul Țării Românești.